# Tiago Prado
Tiago Prado, de son nom complet Tiago Prado Nogueira, est un footballeur brésilien né le 3 mai 1984 à Rondonópolis. Il évolue au poste de défenseur central.

## Biographie
Tiago Prado évolue au Brésil, au Japon et en Chine.
Il évolue en première division brésilienne avec les clubs de Grêmio et de Figueirense. Il dispute un total de 50 matchs dans le Brasileirão, inscrivant deux buts. Il marque son premier but dans ce championnat le 16 mai 2004, lors de la réception du club de Botafogo (score : 2-2). Son second but est inscrit le 15 juillet 2006, sur la pelouse du São Paulo FC (défaite 2-1 à l'extérieur). 
Il évolue en deuxième division japonaise avec les clubs du Kyoto Sanga et du Consadole Sapporo. Il dispute un total de 36 matchs en J. League 2, inscrivant trois buts. Ces trois buts sont inscrits lors de la saison 2007, contre l'Avispa Fukuoka, le Tokushima Vortis, et enfin l'Ehime FC.

## Palmarès
- Champion du Brésil de D2 en 2005 avec Grêmio
- Vainqueur du Campeonato Catarinense en 2006 avec Figueirense
- Vice-champion de Chine de D2 en 2010 avec le Chengdu Blades